# Fortaleza de Belogradchik
A Fortaleza de Belogradchik (em búlgaro:  Белоградчишка крепост, Belogradchishka krepost) é uma fortaleza localizada em Belogradchik, Bulgária. É uma antiga fortaleza da cidade no noroeste da Bulgária Belogradchik e da cidade principal, devido ao seu apelo turístico, cultural e histórico, juntamente com as rochas de Belogradchik, fluxos principais para a visita de turistas para a região. É uma das fortalezas bem conservadas na Bulgária e um monumento cultural de importância nacional.
As paredes da fortaleza apresentam mais de dois metros (6,6 pés) de espessura na base e alcançam até 12 metros (39 pés) de altura. A fortaleza tem uma área total de 10 210 metros quadrados (109 900 pés quadrados). A Fortaleza de Belogradchik foi reconstruída para tornar-se mais tarde um monumento cultural. É administrado pela autoridade do museu histórico local.
A fortaleza inicial foi construída durante a época em que a região era parte do Império Romano. As formações rochosas da zona serviam de proteção natural, as muralhas foram construídas do noroeste ao sudeste, e o pátio está rodeado por rochas de até 70 metros (230 pés) de altura dos outros lados.
Inicialmente, a Fortaleza de Belogradchik serviu para a vigilância e defesa. O czar búlgaro Vidin Ivan Stratsimir ampliou a antiga fortaleza no século XIV, a construção das guarnições fortificadas antes dos maciços rochosos existentes. Durante o governo de Stratsimir, a Fortaleza de Belogradchik tornou-se um dos redutos mais importantes da região.
Durante a conquista otomana da Bulgária, a fortaleza foi invadida pelos otomanos em 1396. Viram-se obrigados a ampliar ainda mais a fortaleza devido à intensificação de hajduk e à atividade insurgente na região.
Algumas mudanças importantes foram feitas no século XIX. Estas mudanças estavam refletidas na arquitetura otomana da época, enquanto uma reorganização completa está sendo executada, bem como a expansão adicional. Elementos tipicamente europeus foram adicionados à Fortaleza de Belogradchik, devido aos engenheiros franceses e italianos que participaram da expansão.
A fortaleza teve um papel importante na supressão da revolta otomana Belogradchik de 1850. Foi usada pela última vez durante a guerra servo-búlgara de 1885.